# 張蘇泉
張蘇泉（1927年—2011年），撣名Sao Hpalang，滿族，遼寧莊河人，中華民國大陸時期軍人，後加入緬甸的坤沙販毒武裝集團，成為坤沙的參謀長。

## 人物簡介
1945年至1947年在中国四川的军校裡受训，1948年在成都畢業於黃埔軍校，為第二十期學員。1949年到了台湾，退休之后来了缅甸北部。
1959年隨國軍特戰總隊支援泰北孤軍，而後這批隊員大多在1961年的“國雷行動”中撤回臺灣，而張蘇泉留在了金三角做僱佣軍，並在1963年結識坤沙，為其訓練軍隊。他選定「Hpalang」（ၽႃႉလင်，pʰaː˦˨ˀ laŋ˨˦）作為自己的撣族名，這個詞在撣語中是「雷電」之意。1969年，坤沙被捕，作為“軍師”的張蘇泉脫穎而出成為坤沙集團的領導人，並將販毒武裝命名為“撣邦革命軍”，意在爭取撣邦獨立，在1976年成功營救出坤沙，之後協助坤沙擴大了毒品集團，在1993年至1996年間成立了撣邦共和國。
1996年，坤沙向緬甸政府投降。據傳張蘇泉此後一直隱居在仰光，直到2011年逝世。